# Marian Stamp Dawkins
Pour les articles homonymes, voir Stamp.
Marian Ellina Stamp Dawkins (née le 13 février 1945) est professeure d'éthologie à l'université d'Oxford, et directrice de l'Animal Behaviour Research Group.
Elle a publié de nombreux ouvrages et articles dans la presse, en tant qu'experte du comportement animal. Elle fut mariée au biologiste Richard Dawkins d'août 1967 à 1984.